# Veena Malik
Veena Malik, Födelsenamn Zahida född 26 februari 1984 i Rawalpindi, Punjab, är en pakistansk, programledare, modell, Lollywood- och Bollywood-skådespelerska. Hon gjorde skådespelardebut 2000 i Sajjad Guls Tere Pyar Mein. 
Hennes medverkande i Indiens version av Big Brother, Big Boss, orsakade många konflikter i hennes hemland. Konflikterna handlade bland annat om att det var olämpligt att en pakistanier medverkade i ett indiskt program och att det var fel för en muslimsk kvinna att visa sexuellt intresse för en hinduisk man, vilket i detta fall var Bollywood-skådespelaren Ashmit Patel, skådespelerskan Ameesha Patels bror.
I november 2014 dömdes Malik och hennes man av en pakistansk anti-terroristdomstol till 26 års fängelse vardera för hädelse. Detta efter att ha medverkat i ett tv-program som ansågs förolämpa Muhammed. Paret flyttade i samband med händelsen till Dubai.

## Filmografi
| År   | Titel                            | Roll                       | Notering                                |
| ---- | -------------------------------- | -------------------------- | --------------------------------------- |
| 2000 | Tere Pyar Mein                   | Amina                      | Debutfilmen                             |
| 2002 | Yeh Dil Aap Ka Huwa              | Sana                       | Nigar Award for Best Supporting Actress |
| 2002 | Sassi Punno                      | Zarina                     |                                         |
| 2003 | Pind Di Kudi                     | Saba                       |                                         |
| 2005 | Koi Tujh Sa Kahan                | Aimen                      | Lux Style Award för bästa skådespelare  |
| 2005 | Kyun Tum Se Itna Pyar Hai        | Aamina                     |                                         |
| 2007 | Mohabbatan Sachiyan              | Nagma                      | Lux Style Award för bästa skådespelare  |
| 2008 | Kabhi Pyar Na Karna              | Nafisa                     |                                         |
| 2008 | Ishq Beparwaah                   | Ayesha                     |                                         |
| 2012 | Gali Gali Mein Chor Hai          | Som sig själv              | Medverkar med sången "Chhanno"          |
| 2012 | Tere Naal Love Ho Gaya           | Som sig själv              | Medverkar med sången "Fann Ban Gayi"    |
| 2012 | Daal Mein Kuch Kaala Hai         | Malai                      |                                         |
| 2013 | Jatts in Golmaal                 | Sujata                     | Medverkar med sången "Shabboo"          |
| 2013 | Zindagi 50-50                    | Madhuri                    |                                         |
| 2013 | Dirty Picture: Silk Sakkath Maga | Silk Smitha / Vijaylakshmi |                                         |
| 2013 | Super Model                      | Rupali "Roops"             |                                         |
| 2014 | Mumbai 125 KM 3D                 | Poonam/ Ghost              |                                         |
| 2013 | Nagna Satyam                     | Dirtygirl / Vijaylakshmi   |                                         |